# Eublemma panonica
Eublemma panonica is een vlinder van de familie van de spinneruilen (Erebidae). De wetenschappelijke naam van deze soort is voor het eerst voorgesteld als Anthophila panonica door Christian Friedrich Freyer in een publicatie uit 1840.
De soort komt voor in Hongarije, Roemenië, Oekraïne, Europees Rusland, West-Kazachstan, Kreta, Turkije, Azerbeidzjan, Iran, Turkmenistan en Oezbekistan.